# 神之瀬峡県立自然公園
神之瀬峡県立自然公園（かんのせきょうけんりつしぜんこうえん）は、自然公園法に基づいた県立自然公園で、1998年（平成10年）4月30日に広島県が指定した。指定面積は2,736haと広島県の県立公園では最大。

## 概要
広島県三次市と庄原市にまたがる江の川上流の神野瀬川の神之瀬峡を中心にした自然の豊かな場所にあり、主な場ものとしては、神之瀬湖、判官山、高幡観音、中野谷渓谷などがある。
この辺りは、1979年（昭和54年）から「神之瀬峡自然環境保全地域」に指定され保護されてきた地域であり、県民の保険・休養・生涯学習の資源となっている。
指定に当たって専門家による調査が行われ、哺乳類20種、鳥類50種、爬虫類7種、両生類種、魚類18種、昆虫類は804種の動物や769種の種子植物が確認された。